# 阿波西高校野球部熱中症死亡事件
阿波西高校野球部熱中症死亡事件（あわにしこうこうやきゅうぶねっちゅうしょうしぼうじけん）は、2011年（平成23年）に起きた死亡事件。

## 概要

### 事件の発生
2011年（平成23年）6月6日の徳島県立阿波西高等学校の野球部の練習では、100メートルダッシュを50本行っていた。この練習は午後4時ごろに始まったが、練習の後半の午後6時ごろ、部員であった生徒が倒れて意識不明となり、7月3日に多臓器不全で死亡した。

### 事件から
同年11月15日に死亡した生徒の保護者が徳島県を相手に訴訟を提起したが、2014年（平成26年）3月24日の徳島地方裁判所の判決では、監督が部員の熱中症を疑わなかったことについては過失はないと判断されて、請求は棄却された。2014年4月3日に保護者側はこれを不服として高松高等裁判所に控訴した。
2015年（平成27年）5月29日に高松高等裁判所は地裁判決を覆し、監督に過失があったことを認め、徳島県に約4500万円の支払いを命じた。裁判所は、100メートルのダッシュを繰り返したことにより痙攣を起こして倒れたことを認定した上で、監督にはダッシュを続行させた過失があり、意識が混濁した生徒の状況から熱中症と判断して応急措置を取るべき注意義務を怠ったと判断した。
このことに対して徳島県知事は、高松高等裁判所の判決に対し、本訴訟は部活動における監督がどのような義務を負うかが争点となっている関係上、部活動の監督に限らず学校が生徒に対してどのような対応義務を負うかという重要な問題が争点となっており、これは徳島県だけの問題ではなく、全国的な課題であることに鑑みて、最高裁判所での最終的な決定を見る運びとする考えを示し、上告を行った。
2016年（平成28年）1月21日に最高裁判所は、徳島県の上告を退ける決定をして、控訴審である高松高等裁判所の判決が確定した。徳島県教育委員会は、この判決を真摯に受け止めて、熱中症の再発防止に向けての取り組みを進めるとした。
2023年の第105回全国高等学校野球選手権大会では、熱中症の症状で足をつる選手が続出した。このことからSNS上では不安のコメントが多く寄せられた。これについて牧野和夫は、主催者や学校が法的責任を問われる可能性があるとする。この時に牧野は2011年に起きたこの事件を持ち出して、事件の発生や事件からの裁判の経緯、判決の内容と損害賠償の金額などについて語った。